# Nagina
Nagina ist eine Stadt im indischen Bundesstaat Uttar Pradesh. Die Stadt ist Teil des Distrikt Bijnor. Nagina hat den Status eines Nagar Palika Parishad. Nagina liegt ca. 970 km von Uttar Pradeshs Hauptstadt Lucknow entfernt. Die Stadt ist in 25 Wards (Wahlkreise) gegliedert.

## Demografie
Die Einwohnerzahl der Stadt liegt laut der Volkszählung von 2011 bei 95.246. Nagina hat ein Geschlechterverhältnis von 909 Frauen pro 1000 Männer und damit einen für Indien üblichen Männerüberschuss. Die Alphabetisierungsrate lag bei 60,44 % im Jahr 2011 und damit unter dem nationalen und regionalen Durchschnitt. Knapp 70 % der Bevölkerung sind Muslime, ca. 29 % sind Hindus und ca. 1 % gehören einer anderen oder keiner Religion an. 14,8 % der Bevölkerung sind Kinder unter 6 Jahren. 7,6 % gehören den Scheduled Castes an.